# Kavaszaki Rjó
Kavaszaki Rjó  (川崎 燎; Hepburn: Kawasaki Ryō; Tokió, 1947. február 25. – 2020. április 13.) ismert nevén Ryo Kawasaki, japán gitáros, zeneszerző, zenekarvezető.

## Lemezei

### Zenekarvezető
- Easy Listening Jazz Guitar (1970)
- Gut's the Guitar (1972)
- Prism (Ryo Kawasaki album) (1975)
- Eight Mile Road (Ryo Kawasaki album) (1976)
- Juice (Ryo Kawasaki album) (1976)
- Ring Toss (Ryo Kawasaki album (1977)
- Nature's Revenge (1978)
- Mirror of My Mind (1979)
- Little Tree (Ryo Kawasaki album) (1980)
- Live (Ryo Kawasaki album) | Live (1980)
- Sapporo (1980)
- Ryo (1982)
- Lucky Lady (1983)
- Images (1987)
- Here, There and Everywhere (1992)
- My Reverie (1993)
- Love Within the Universe (1994)
- Remixes Vol.1. (1995)
- Sweet Life (1996)
- Cosmic Rhythm (1999)
- Reval (2001)
- E (2002)
- Agana (2007)
- Late Night Willie (2009)
- Tribute to Keith Jarrett (2010)
- Live in Beirut (2011)
- Spain, Plays Solo Guitar (2012)
- Selected Works 1979 to 1983 (2016)
- Level 8 (2017)
- Selected Works Part 2 - 1976 to 1980 (2017)
- Jazz Ballet "Still Point" + "Coltrane Medley" (2017)

### Együttesben
- Head-Rock / Jiro Inagaki & Soul Media (1970)
- Sound of Sound Limited / Takeshi Inomata (1970)
- Something / Jiro Inagaki & Soul Media Feat.Steve Marcus (1971)
- Rock Guitar Battle '71 / Various artists (1971)
- Guitar Workshop / Various artists (1971)
- Chigaihoken / Ushio Sakai (1973)
- The Gil Evans Orchestra Plays the Music of Jimi Hendrix; km. Gil Evans (RCA, 1974)
- Mobius (album)|Mobius (RCA, 1975)
- There Comes a Time (album) – Gil Evans (RCA, 1975)
- Tarika Blue vol.1 (1976)
- What Would It Be Without You / Joe Lee Wilson (1976)
- Tokyo Concert / Gil Evans (1976)
- Tarika Blue vol.2 (1977)
- The Main Force / Elvin Jones (Vanguard, 1977)
- Time Capsule (Elvin Jones album) (Vanguard, 1977)
- AFT (album) / JoAnne Brackeen (1978)
- Round About Midnight / Ted Curson (1978)
- Trinkets and Things / JoAnne Brackeen (1979)
- Pleasure / Shigeharu Mukai (1979)
- All-In All-Out / Masahiko Sato – 佐藤允彦 (1979)
- I Heard Mingus / Ted Curson (1980)
- Manhattan Skyline / Hiroki Miyano (1980)
- Impressions of Charles Mingus / Teo Macero (1983)
- Crystallization (夕日とハドソン) / 高野基長 (1986)
- Christmas Songs / Carolling Carollers (1988)
- New York String Quartet vol.1 (1988)
- New York String Quartet vol. 2 (1989)
- Wave / Camila Benson (1995)
- Classic Jazz Funk, Vol. 6: The Definitive Jap-Jazz Mastercuts (1995)
- Dusty Fingers, Volume 1  (1995)
- Memories / Camila Benson (1996)
- Trinkets and Things / Cosmic Village (1997)
- Desafinado / Camila Benson (1997)
- I Will / John Clark (1997)
- RCA Victor 80th Anniversary, Vol. 6: 1970-1979 (1997)
- Battle of the Bands: Evans Vs. Mingus (1998)
- Super Guitarists / Various artists (1999)
- Jazz Spectrum: Real Jazz for Real People, Vol. 2 (1999)
- Three Flutes Up / Chip Shelton (1999)
- More What Flutes 4 / Chip Shelton (2001)
- Different Dreams 2 – Estonian Jazz (2001)
- Impressions of Miles Davis / Teo Macero (2001)
- Sweet Roses / Jaanika Ventsel (2015)

### Szólólemezek
- Electric World (1987)
- One Kiss (1988)
- No Expectations (1988)
- Say Baby I Love You (1988)
- Wildest Dreams (1989)
- Life Is the Rhythm (1989)
- Pleasure Garden (1990)